# Filtr Thoraeusa
Filtr Thoraeusa – filtr promieniowania rentgenowskiego osłabiający jego niskoenergetyczną część. Często używany w rentgenoterapii, gdzie służy do ujednorodnienia widma wiązki. Filtr składa się z cyny, miedzi i aluminium.
Najpopularniejsze ustawienia filtra::
- Th 1: 0,4 mm cyny, 0,25 miedzi, 1 mm aluminium.
- Th 2: 0,8 mm Sn, 0,25 Cu, 1 mm Al.
- TH 3: 1,2 mm Sn, 0,25 Cu, 1 mm Al.